# Funes el memorioso
Funes, o Memorioso (no Brasil) ou Funes ou a memória (na tradução portuguesa de José Colaço Barreiros) – no original Funes el memorioso – é um conto de Jorge Luis Borges, pertencente ao livro Ficciones (Ficções), de 1944, que narra a história de um rapaz que tinha uma memória prodigiosa, mas que, sem conseguir articulá-la com sua pouca inteligência, era tido como curiosidade no vilarejo em que vivia. Funes era uma verdadeira enciclopédia, pois lembrava-se de incontáveis textos, apesar de não saber elaborar estes conhecimentos.
"Havia aprendido sem esforço o inglês, o francês, o português, o latim. Suspeito, contudo, que não era muito capaz de pensar. Pensar é esquecer diferenças, é generalizar, abstrair. No mundo abarrotado de Funes não havia senão detalhes, quase imediatos." 
Assim como em A Biblioteca de Babel, o autor lida com a metáfora da biblioteca incompreensível e inútil, sem que alguém consiga decifrar seu conteúdo.